# مايك بوفيي
مايك بوفيي (بالإنجليزية: Mike Bovee)‏ هو لاعب كرة قاعدة أمريكي، ولد في 21 أغسطس 1973 في سان دييغو في الولايات المتحدة.

## وصلات خارجية
- مايك بوفيي على موقعبيزبول رفرنس.كوم (الدوري الرئيسي) (الإنجليزية)
- مايك بوفيي على موقعبيزبول رفرنس.كوم (الدوري الثانوي) (الإنجليزية)
- مايك بوفيي على موقع مشجعي الرسوم البيانية (الإنجليزية)